# Хамедія (Тартус)
Хамедія (араб. الحميدية) — місто в Сирії. Знаходиться в провінції Тартус, у районі Тартус. Є центром однойменної нохії. Розташоване на узбережжі Середземного моря за 3 км від ліванського кордону.
| Сирія | Це незавершена стаття з географії Сирії. Ви можете допомогти проєкту, виправивши або дописавши її. |